# MagusTale 〜世界樹と恋する魔法使い〜
『MagusTale 〜世界樹と恋する魔法使い〜』（マギウステイル せかいじゅとこいするまほうつかい）は、2007年11月30日にWhirlpoolブランドより発売された18禁恋愛アドベンチャーゲーム。略称は『マギステ』。
2008年6月13日には、ファンディスク『MagusTale Infinity』（マギウステイル インフィニティ）が発売された。
2009年12月24日には、ファンディスクのエピソード（ただしハーレム編は除く）も収録されたPlayStation Portable移植版『MagusTale Eternity 〜世界樹と恋する魔法使い〜』（マギウステイル エタニティ せかいじゅとこいするまほうつかい）が発売された。
2010年7月30日には、本編とファンディスクをセットにした『MagusTale W-Pack』が発売された。

## 概要
2006年発売の『いな☆こい! 〜お稲荷さまとモテモテのたたり〜』に続くWhirlpoolの第2作で、世界観も同じである。攻略対象キャラクターは6人で各キャラにエンディングがある。ただしレナとニナは姉妹エンドが存在し、これを見ないとクリアをした事にならない。また、アリシアは本編ではノーマルエンドしか見られないが、各ヒロイン（レナとニナは姉妹同時）のエンディングを見ることでタイトルにトゥルーというボタンが出現し、それを選択することでアリシアのトゥルーエンドを見ることができる。
Whirlpool初のトゥルーエンドを実装した作品である。

## ストーリー
主人公、天ヶ瀬大樹は、父親が失踪したことを義妹である小雪に伝えるため、フォーティア学園のある島に向かっていた。だが、目的地を目前に漕いでいた舟が何かに弾き飛ばされ、その直後に発生した渦に巻き込まれてしまう。幸い島の浜辺に打ち上げられたものの、そこでボガードという老人から島に不法侵入した者として魔法としか思えない攻撃を受ける。危うく殺されかけたものの、浜辺で出会った記憶喪失の少女アリシアが発した力でボガードを倒し難を逃れる。しかし、他の魔法使い達の追跡に遭い島の奥へと追い詰められ、フォーティア学園の校門前で遂に包囲されてしまう。覚悟を決めた大樹であったが、そこで小雪との再会と学園長のエルダの取り成しで危機を脱した。
その後、園長室に通された大樹はエルダから、この島が三年前に異世界から転移して来たことと、島の住人が中心部に生えている世界樹と呼ばれる巨木が発する魔力を世界樹の種を変化させたラピスを触媒とすることで魔法として使えること、そしてフォーティアがその使い方を教える魔法学園であり、小雪は魔法の素質があった故にこの学園に留学生として呼ばれた事実を知る。
驚く大樹にエルダはある選択を迫る。今までは魔法の素質がある者を集めていたが、その素質を持たない者を入学させる為にその第一号としてフォーティアに入学して卒業を目指すか、それともこの島を離れて結界＝島に近づいた際に舟を弾き飛ばした物＝の力で全てを忘れて元の世界で平穏に暮らすか。逡巡の末、大樹は記憶喪失のアリシアと義妹の小雪の心配と魔法への興味から入学を決めるのだった。かくしてフォーティア魔法学園に入学した大樹は、魔法使いたちが住むこの島で何を見つけ何を得るのだろうか？

## 登場人物
＊担当声優はPC版、PSP版共に同一である。

### メインキャラクター
天ヶ瀬 大樹（あまがせ だいき）
声：土門熱（ドラマCD）
本作の主人公。父親の失踪を小雪に報告しようと魔法島に来るも途中で渦に巻き込まれて浜辺に流れ着き、紆余曲折を経てフォーティア魔法学園に入学する事になる。学年は二年生。当初は魔法と聞いて真っ先に手から和菓子を出す能力や他人の夢を見る能力が思い浮かぶなど、魔法に対してマニアックなイメージを持っていた。魔法が使えないため魔法の試験は免除されているが、筆記試験の成績は悪く、エマ、アルベルトと共に「3バカ」と呼ばれている（しかしその中では一番成績は良いようで、よく二人に裏切り者と言われる）。その反面、運動神経はとても良く、体力測定で過去最高の成績を残すほどである。
実は魔力が無いわけではなく、むしろかなり高い（その証拠にセシルが見える）。彼の場合、その魔力が通常より特殊かつ高すぎる為に世界樹の実をラピスに変化出来ないらしい。
劇中で3回世界樹の実をラピスに変化させようとしたが、結局2回も砕いてしまい、最後のは小雪の協力で変化させようとしたもののやはり砕け散ってしまった。
特異体質で魔法攻撃が一切効かない（但しあくまでも魔法の効果を無効化しているだけで、魔法自体の威力は無効に出来ない）が、実はこれこそが彼が使える唯一の魔法である事がファンディスクの大樹ルートで明らかになった。同シナリオにおいて新世界樹の実をラピス変えた際に魔法を吸収（その際に黒い雲状の障壁を発生させる為、魔法の威力さえも無効化出来るようになった）して自らの魔法力に還元する能力に進化する。やろうと思えば相対した魔法使いの魔力を根こそぎ奪う事も可能なため、自身で危険な能力と認識している。
ラピス発現時は黒いウロボロス（蛇）。

アリシア＝インファンス
声：佐本二厘
身長：161cm。3サイズ：83（C）/55/85。テーマ曲「輝く世界」
何故か魔法島に流れ着いた大樹の隣で倒れていた、記憶喪失の少女。ラピス無しで魔法を使えるほどの魔法の腕を買われてフォーティア魔法学園に入学する。学年は二年生。入学後の成績はクラスでトップのセーラと同じかそれ以上という高い成績を残し、魔法はほぼ全ての魔法を使いこなす。穏和な性格だが、なかなかの天然。
その正体は封印されていた世界樹の精霊で、大樹が魔法島の結界を破った際に莫大なエネルギーが流出し、そのショックで封印が緩んで現世に具現化してしまった（記憶喪失だったのもそれが原因）。なお、彼女は生まれた直後にボガードに封印された事から、世界樹の精霊達の中で唯一世界の事を知らなかった。
彼女のラピスは先代のフォーティア魔法学園の学園長がボガードから預かった物（ボガード自身が使っていた物ではない）であり、発現時は新たな世界樹となった。この世界樹の発現は世界の根幹を揺るがす大事件となる。

セーラ＝フィニス＝ヴィクトリア
声：青山ゆかり
身長：168cm。3サイズ：90（F）/57/86。テーマ曲「優雅に紅茶を飲みましょう」
異世界の魔法使いの名門ヴィクトリア家の血統でフォーティア魔法学園二年生、そして学園長のエルダの娘。魔法の腕は天才的で、主に雷や炎などを使う元素魔法を得意とする。生真面目な性格で向上心の強い努力家だが、プライドが高く、キツイ言動が多い。アリシアの魔法の腕を目の当たりにし、強いライバル意識を抱く。また、魔法が効かない大樹のことを実は凄腕の魔法使いであると思い込み（結果的に間違いでも無かったのだが）、化けの皮を剥がそうと付け狙っている。
魔法が得意な一方で、手先はかなり不器用なためセーラルートで大樹が教えた簡単な手品もまったく出来なかったり、努力家ではあるものの加減を知らないためにファンディスクのレナニナアフターにおいて、マラソンの練習で余計な筋肉を鍛えてしまったりと意外に間抜けな面もある。また犬を大の苦手にしている。
ラピス発現時は小型の赤いドラゴンとなる。
『77』に登場するカレン＝ルクス＝ヴィクトリア、『まじかりっく⇔スカイハイ』に登場するマリー=クラシス=ヴィクトリアとは従姉妹である。

天ヶ瀬 小雪（あまがせ こゆき）
声：安玖深音
身長：158cm。3サイズ：85（D）/56/88。テーマ曲「ひなたぼっこ」
大樹の義理の妹で、幼い頃に両親を亡くし大樹の家に引き取られた。明るく素直な性格。人間世界からの留学生としてフォーティア魔法学園に入学した。学年は一年生。学年でも成績はトップクラスの優等生で主に転移の魔法を得意とする。クラスメイトのレナやニナと仲が良い。
ラピス発現時は小型のピンク色のイルカとなる。母親は歴史にも名を残す次元跳躍の魔法を使える大魔法使いで、小雪もその力を受け継いでいてラピス発現後は次元も跳躍できるようになる。最初は暴走させていたが、卒業する頃には完全に制御できるようになった。ちなみに母親は異世界で存命している。

九条 優花（くじょう ゆうか）
声：木村あやか
身長：145cm。3サイズ：68（AA）/49/70。テーマ曲「お花畑でパーティー!」
フォーティア魔法学園の三年生で大樹達の先輩なのだが、小柄で病弱。大財閥の令嬢でもある。小雪と同じく人間世界からの留学生で学園の寮では小雪と同室。普段は学園中庭の花壇の世話をしていることが多い。魔法はあまり得意ではないようだが、一応治癒系の魔法をそれなりに使える（ボガード曰く素質は学園でもトップクラスらしい）。その身体に見合わない物凄い大食い。
巨乳の従姉妹、占いの得意な親戚がいるらしい。これは『いな☆こい! 〜お稲荷さまとモテモテのたたり〜』に登場した九条緋伊奈だと思われる。
実は物語開始時点で不完全ながらラピスを蝶として発現させていた事が優花ルートで判明する。そして、同ルート終盤において完全体の七色に輝く羽を持つ蝶へと進化した。

レナ＝ジェミニス
声：成瀬未亜
身長：152cm。3サイズ：76（B）/53/81。テーマ曲「二人一緒で∞パワー」
魔法使いの家系の娘で、一年生。双子の妹のニナとは対照的な性格で、活発でおしゃべり。高い魔法力を持つが、制御を苦手としている。得意な魔法は幻燈。所持しているラピスは元々一つだった世界樹の実が分かれたものであり、片割れを持っている。ニナと協力しなければ魔法を上手に扱えない。
ラピスが発現すると、小さな天使っ子となる。

ニナ＝ジェミニス
声：風音
身長：152cm。3サイズ：76（B）/53/81。テーマ曲「二人一緒で∞パワー」
魔法使いの家系の娘で、一年生。双子の姉のレナとは対照的な性格で、落ち着いており真面目だが、やや妄想癖がある（本人は「ロマンチック症候群」と言い張る）。高い制御力を持つが、魔法力はそれほど高くない。得意な魔法は幻燈。所持しているラピスは元々一つだった世界樹の実が分かれたものであり、片割れを持っている。レナと協力しなければ魔法を上手に扱えない。
ラピスが発現すると、小さな悪魔っ子となる。

### サブキャラクター
ボガード＝ニムバス
声：ミサイルγ
フォーティア魔法学園の魔法講師主任、年齢は少なくとも150歳以上。女の子好きで、女生徒に対しては甘いが、男子生徒（特に大樹）に対しては厳しい（軽いいじめのようなことをすることもある）。ただし、時々大樹に対して心に残るような名言を残すこともある。ラピス発現時は鷹になる。
世界樹の精霊がまだ人間と共存していた頃から世界に名を轟かせた大魔法使いであったが、ある世界樹の精霊と恋に落ちる。その後発生した世界樹の異変の解決を依頼されたが、恋人との生活と自身の力の驕りによって失敗し世界に甚大な被害を与え、恋人も失ってしまった。この一件により、世界樹の精霊たちは人間と関わる事を自ら禁じ、ボガード自身が全ての精霊を世界樹の中に封印した。また、生まれて間もなかったアリシアを封印したのもボガードである。

ミレーヌ＝サーヴィス
声：北都南
フォーティア魔法学園の講師で大樹の担任。図書室の司書でもある。魔法世界でも屈指の歴史学の権威。ラピス発現時は重厚な本となる。

エマ＝グラディウス
声：みすみ
大樹のクラスメイト。魔法を使えず成績も最低クラスのため同じく魔法を使えない大樹と意気投合する。ヒロインではないが、唯一サブキャラクターの中で初登場時のCGがある。勉強・魔法は全く駄目だが、大樹と同じく運動神経は抜群で、女子の中ではトップの成績を残す。
実は人間の制御できる限界を超える強力な魔法力を持っており、暴走を防ぐため幾重にも封印が施されているために魔法が使えない。そのため普段のサボりもある程度は学園側から黙認されている状態。ラピス発現時は炎の鳥（フェニックス）となる。

アルベルト＝グローリア
声：月黒斗夜
大樹のクラスメイトにして、寮でのルームメイト。成績は最低クラスで、同じく成績の悪い大樹とは親友同士。顔は美形なのだがナンパ好きなので、よくヒロイン達に声をかけてはその度嫌われている。ただしエマとは成績が悪いもの同士と言うことで親友同士の様子。大樹やエマのように運動神経がいいなどの美点は全くない。一応魅了系魔法に適性があるのだが、邪な欲望が絡んだ時にしか才能が発揮されないため、普段の授業では役に立たない。また、惚れ薬の作成にも手を出してるようで、小雪ルートでは学園に無許可で魔法実験を行い寮の部屋を半壊させ、ファンディスクのハーレムルートでは一応完成したものの魔法時間にならないと効果が発揮されなかったために後の大騒動の原因になっている。
普段は軽くても友達思いで、迷う大樹に対して啖呵を切ったりもする。また、魅了系魔法を選んだことにも本人なりのプライドがあるようである。

エルダ＝フィニス＝ヴィクトリア
声：海原エレナ
セーラの母親にして、フォーティア魔法学園の学園長。生真面目な娘に比べて明るく砕けた性格をしている。夫を亡くして以来、女手一つでセーラを育ててきた。アリシアに対して思うところがあり、先代の学園長がボガードから預かったラピスを託している。
どうみても子持ちの母親には見えないが、それでもやはり母親なので、彼女の前では普段強気なセーラも形無しである。

セシル＝アベセンティア
声：三咲里奈
世界樹の観測台に住む、謎の少女。見た目は大樹たちと同年代に見えるが実年齢は百歳を軽く超えている。
その正体は世界樹の管理するために作られた人工精霊。魔法時間を予測し、魔法時間の開始と終了を魔法の鐘を鳴らして知らせる任に就いており、エルダに「セシルがいないと島が崩壊する」とまで言わしめるほど、その役割は重要。ただし高所恐怖症なために鐘のある櫓に登る際は（一応梯子でも登れない事はないのだが）魔法で転移することが多い。
強力な魔法力がないと姿が見えないため、普段はボガードやエルダ、アリシアと大樹くらいにしか認識されない。トゥルーエンド後は他のヒロイン達にも認識されるようになった。

天ヶ瀬 大地（あまがせ だいち）
声：？
大樹と小雪の父親。容姿は不明だが、小雪ルートのあるイベントにおいてインディ・ジョーンズ・ハットをトレードマークにしている事が判明している。物語冒頭で『母さんに会いに行く』と置手紙を残して失踪、その後は音信不通だったが小雪ルート終盤に意外な形で登場する事になる。
なお、名前が分かるのは『Lunaris Filia 〜キスと契約と真紅の瞳〜』においてであり、本作ではただ大樹父（PSP版では親父）としか明記されていない。

## 用語
世界樹
魔法島に生えている巨大な樹で魔法使い達の魔法の源。膨大な魔力を持ち、魔法時間（後記で説明）にそれを放出する。年に一度（時期としては、人間世界においてクリスマスにあたる12月25日）、世界樹はラピスの元となる世界樹の実を実らせ、フォーティア魔法学園では世界樹の実の収穫に合わせて「世界樹祭」という学校行事を行い、盛大に祝う。世界樹はそれ自体に意思があり、魔法島が人間世界に転移してきたのも世界樹の意思によるものとされる。また、魔法島以外にも異なる時空に複数の世界樹が存在している。
トゥルーエンド後はフォーティア魔法学園にある世界樹の魔力の放出という役目はアリシアのラピス（新世界樹）にとって換わられ、最初からあった世界樹は実を収穫するためのものになった。
ファンディスクの大樹ルートでは、新世界樹の魔力は徐々に大きくなっていきアリシアの力でも抑えきれなくなってしまうが、ボガードの特訓によりラピスを発現させた大樹の手によって定期的に魔力を吸収する事になった（大樹曰く「ウロボロスにとっては最高の飯」）
魔法
魔法使い達が使う超常の力。素養があれば魔法世界の住人でなくとも行使することは可能。逆に魔法世界の住人であっても素養がないものは使えない。大抵の人間は後述のラピスを用いて行使するが、相当に高い魔力があればなくても使用が可能。元素、治癒など効果は様々あるが、一人一人得意な系統は異なる。稀にボガードのようにあらゆる方面で優れた使い手もいる。単純に力が強いだけではなく、状況に応じて応用を利かせる事が出来る事が優れた魔法使いの条件である。
ラピス
世界樹から収穫される世界樹の実が変化した強い魔力を秘める石で、持ち主の魔法力を高め、魔法を行使する際の補助を担う。魔法使いとして修行中の身であるフォーティア魔法学園の生徒にとっては必須ともいえる物で生徒の多くはラピスを何らかのアクセサリーに加工して身につけている（例としてセーラの腕輪や小雪のペンダントなど）。ただし、これがあっても魔法時間以外では極小規模な魔法しか使えない。ラピスは持ち主と共に成長し、やがては別の形状に変化する。これを「発現」という。
発現すると魔法時間以外でも大規模な魔法も行使できるようになる。基本的には道具として発現するが、生物として発現するケースもある。生物形態のラピスを発現させるには非常に強い魔法力の持ち主である事が要求され、発現例はごく稀（およそ5年に1度の発現頻度）である。
通常は一つの世界樹の種につき一つのラピスにしか変化しないが、レナとニナのラピスのように二つに分かれる稀なケースもある。
ちなみにアリシアのラピスである新世界樹も実がなる。それは最初からラピスの形になっており、持ち主の魔力を込める事で正式なラピスに変化する。これにより大樹はファンディスクの大樹ルートにおいてようやくラピスを手に入れる事になった。
魔法時間
世界樹から放出される魔力が強まる時間帯のこと。発生するタイミングはある程度予測する事が可能で、世界樹の管理人であるセシルが魔法時間の予測を行っている。
魔法時間中は魔法使い達の魔力が高まり、フォーティア魔法学園における魔法の実習も魔法時間に合わせて組まれる。
セシルの予測は天気予報レベルのため外れる事があるが、世界樹の精霊であるアリシアの魔法時間予測はほぼ100%当たる。

## スタッフ
- シナリオ - 大三元、尾之上咲太
- 原画 - てんまそ、こもわた遙華
- 音楽 - OdiakeS

## 主題歌

### MagusTale 〜世界樹と恋する魔法使い〜
オープニングテーマ「to the sky」
歌・作詞 - 橋本みゆき / 作編曲 - 鈴木マサキ
エンディングテーマ「アイノチカラ」
歌・作詞 - yozuca* / 作編曲 - 田辺トシノ
アリシア トゥルーエンド エンディングテーマ「ありがとう」
歌・作詞 - YURIA / 作編曲 - 景家淳

### MagusTale Infinity
オープニングテーマ「glitter」
歌・作詞 - 橋本みゆき / 作編曲 - 鈴木マサキ

## 関連商品
- MagusTale 〜世界樹と恋する魔法使い〜 プレガイド オリジナルドラマCD 「ミスコン狂詩曲」
- MagusTale 〜世界樹と恋する魔法使い〜 オリジナルサウンドトラック 『YGGDRASILL』
- ドラマCD
  - 絶体絶命!?…大樹を救え!『ワルキューレ隊』（『MagusTale 〜世界樹と恋する魔法使い〜』ソフマップ特典）
  - 幸せの形（『MagusTale 〜世界樹と恋する魔法使い〜』メッセサンオー特典）
  - ノイジーナイト ホラーナイト（『MagusTale Infinity』ソフマップ特典）
  - 名探偵 優花 事件簿（『MagusTale Infinity』メッセサンオー特典）
  - いな☆こい!VS MagusTale 〜モテモテの魔法? 魔法使いだって恋したい!〜
  - MagusTale Eternity 〜世界樹と恋する魔法使い〜 初回特典ドラマCD
- MagusTale 〜世界樹と恋する魔法使い〜 ビジュアルファンブック ISBN 978-4-7756-0309-3
- 小説 MagusTale セーラ 〜the four seasons〜 ISBN 978-4-86032-567-1
- Brilliant Moment（橋本みゆきの3枚目のベストアルバム。「to the sky」を収録）
- ten years carat（橋本みゆきの6枚目のベストアルバム。「glitter」を収録）
- GWAVE 2007 2nd Drivers（「to the sky」を収録）
- GWAVE 2008 1st Experience（「glitter」を収録）